# 川村勝巳
川村 勝巳（かわむら かつみ、1905年3月1日 - 1999年3月11日）は、日本の経営者。大日本インキ化学工業社長を務めた。

## 来歴・人物
栃木県出身。1929年に東京商科大学を卒業。三井物産での勤務を経て、1937年に大日本インキ化学工業取締役に就任し、1944年に常務、1950年に専務を経て、1958年4月には社長に就任し、1978年6月までに務めた。1969年に日本経営者団体連盟会長にも就任。
1967年3月に藍綬褒章を受章し、1982年5月に勲二等瑞宝章を受章。
1999年3月11日心不全のために死去。94歳没。